# Nestor Pereira
Nestor Pereira (Taquara, 24 de maio de 1906 — ?) foi um jornalista, economista e político brasileiro.
Filho de Álvaro Alves Pereira e Francisca Alves Pereira, formado em Economia, pela UFRGS, em 1931. Trabalhou no Correio do Povo e foi diretor da Caixa Econômica Federal. Foi um dos fundadores do núcleo integralista de Porto Alegre.
Foi eleito, em 3 de outubro de 1950, deputado estadual, pelo PRP, para a 38ª Legislatura da Assembleia Legislativa do Rio Grande do Sul, de 1951 a 1955. Foi depois eleito deputado federal para o período 1955 a 1959.